# Fußball in Spanien

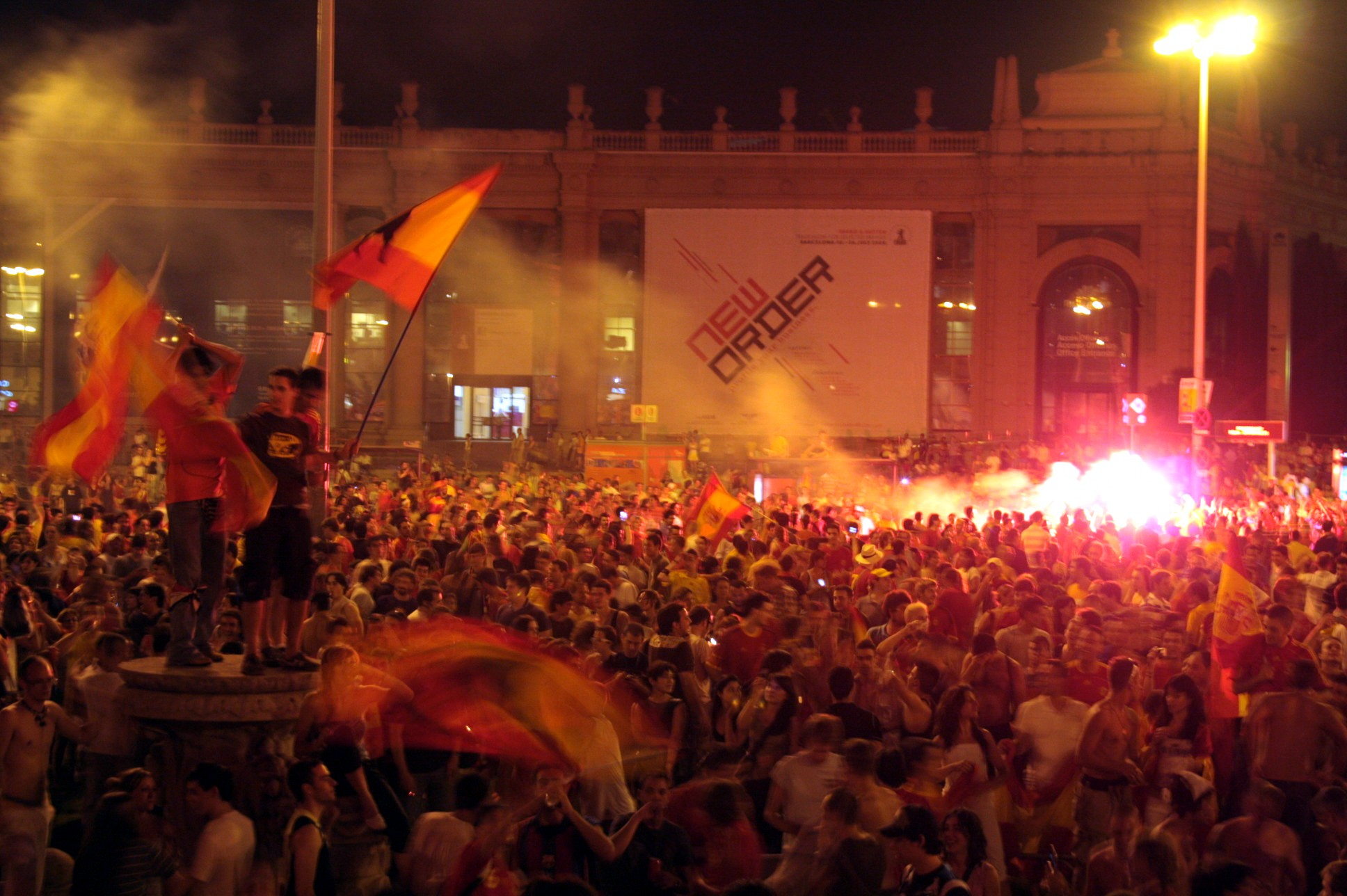
Spanische Fans feiern in Barcelona den Europameistertitel 2008

Fußball (spanisch: Fútbol oder Balompié) ist in Spanien der beliebteste Breiten- und Publikumssport. 869.320 Spieler aus 21.027 Vereinen (Stand 2012) sind bei der Real Federación Española de Fútbol registriert, dem nationalen Verband, der sowohl den Vereinsfußball als auch die Nationalmannschaft Spaniens steuert.
Am 21. Mai 1904 war Spanien eines der Gründungsmitglieder der FIFA. Vertreten wurde das Land jedoch nicht vom Nationalen Verband, der erst 1913 ins Leben gerufen wurde, sondern vom Fußballklub Madrid FC, dem heutigen Real Madrid. Am 15. Juni 1954 trat Spanien, ebenfalls als Gründungsmitglied, der UEFA bei.
Das spanische Ligasystem unterteilt sich in die Primera División, der höchsten Spielklasse, die Segunda División (auch Segunda División A), Segunda División B (4 Gruppen) und Tercera División (18 Gruppen eingeteilt nach Regionen). Die Primera División gilt als eine der stärksten Ligen des Kontinents. In der Champions League und in der Europa League spielen vor allem die großen Vereine des Landes, wie Real Madrid, FC Barcelona und Atlético Madrid, regelmäßig um die Titel mit.
Auf Nationalmannschaftsebene stand Spanien bei den Europa- und Weltmeisterschaften zumeist auf der Favoritenliste, scheiterte jedoch häufig früher als erwartet. So blieb der Gewinn der Europameisterschaft 1964 jahrzehntelang der einzige Titel, den die Spanier gewannen. Erst im neuen Jahrtausend wurde die Mannschaft mit dem Gewinn der Weltmeisterschaft 2010 sowie die drei Europameisterschaften 2008, 2012 und 2024 der Favoritenrolle mehrfach gerecht.

## Geschichte

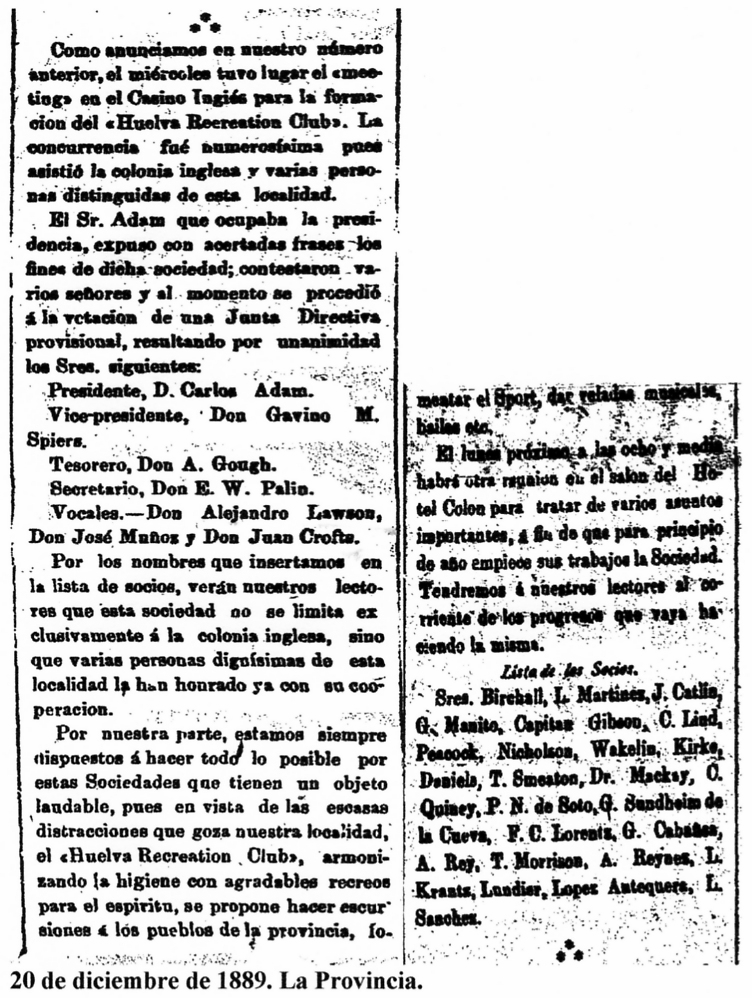
Bericht über die erste Vereinssitzung von Recreativo Huelva in der Zeitung La Provincia vom 20. Dezember 1889.

Der moderne Fußball wurde im 19. Jahrhundert von britischen Immigranten, Seefahrern und spanischen Studenten, die aus Großbritannien zurückgekehrt waren, nach Spanien gebracht.
Der erste Verein Recreativo de Huelva wurde am 23. Dezember 1889 von Alexander McKay und britischen Arbeitern der Rio Tinto Group gegründet. Der heutige Fußballklub Gimnàstic de Tarragona wurde zwar schon 1886 als Sportverein gegründet, konnte aber erst 1914 eine Fußballsektion vorweisen. Am 8. März 1890 fand das erste offizielle Fußballmatch in der Pferderennbahn Hipódromo de Tablada in Sevilla statt. Die Mannschaft von Recreativo de Huelva trat gegen Colonia Inglesa Sevillana an, eine Mannschaft aus britischen Arbeitern. Bis auf zwei spanische Spieler auf Seiten von Huelva waren alle Spieler britischer Herkunft. Die Auswahl aus Sevilla entschied dieses Spiel mit 2:0 für sich.
Der erste gesamtspanische Wettbewerb war die Copa de la Coronación, ein Vorgängerwettbewerb der aktuellen Copa del Rey, der anlässlich der Übernahme der Amtsgeschäfte durch König Alfons XIII. im Jahr 1902 ausgetragen wurde. Bis zum Start der ersten spanischen Meisterschaft im Ligamodus im Februar 1929 war der Pokal der höchste nationale Bewerb; als Qualifikationsturniere dienten zumeist die regionalen Meisterschaften, wie beispielsweise der Campeonato Centro oder der Campionat de Catalunya.
Mit dem Start der Liga verloren die regionalen Meisterschaften zusehends an Bedeutung und wurden nach dem spanischen Bürgerkrieg großteils eingestellt. Die Primera División stieg mit der Gründung des ersten großen europäischen Wettbewerbs für Vereinsmannschaften, dem Europapokal der Landesmeister, in den 1950er Jahren zu einer der bedeutendsten nationalen Ligen des europäischen Kontinentes auf. Spanische Vereinsmannschaften haben seither zahlreiche Titel auf internationaler Ebene gewinnen können.

## Spanisches Ligasystem

Logo des Ligaverbandes

Die höchste Kategorie des spanischen Vereinsfußballes ist die Primera División, die aus 20 Mannschaften besteht. Die drei Letztplatzierten jeder Saison steigen in die Segunda División (auch Segunda División A) ab. Diese besteht aus 22 Klubs. Die zwei Besten steigen am Ende der Meisterschaft in die erste Liga auf. Eine weitere Mannschaft (3. bis 6.) spielen in Playoffs (Halbfinale und Finale mit Hin- und Rückspiele) den dritten Aufsteiger aus und steigt am Ende ebenfalls in die erste Liga auf. Die letzten Vier in die zweigliedrige Primera División RFEF ab. Für die Organisation, Veranstaltung, Lizenzierung und Vermarktung der beiden höchsten Spielklassen ist der Ligaverband Liga Nacional de Fútbol Profesional zuständig, der weitestgehend autonom vom spanischen Verband (RFEF) agiert. Die nächstfolgende Kategorie ist die Primera División RFEF, die aus zwei Gruppen zu je 20 Mannschaften besteht. Nach einem Grunddurchgang im Ligamodus steigen die Meister jeder Gruppe in die Segunda División auf. Darüber hinaus qualifizieren sich die zweit- bis fünftplatzierten Teams jeder Gruppe für ein Play-off in dem zwei weitere Aufstiegsplätze vergeben werden. Die fünf Letzten jeder Gruppe steigen in die Segunda División RFEF ab. Diese Liga wiederum besteht aus 5, nach regionaler Nähe unterteilten Gruppen mit jeweils 18 Mannschaften. Mit demselben System wie in der Primera División RFEF werden zehn Aufsteiger ermittelt. Die fünf letztplatzierten Teams jeder Gruppe steigen in die Tercera División RFEF ab. Die Primera División RFEF, die Segunda División RFEF und die Tercera División RFEF unterstehen direkt dem spanischen Fußballverband (RFEF). Unterhalb der genannten Spielklassen folgen die sogenannten Divisiones Regionales, die den Regionalverbänden der Autonomen Gemeinschaften unterstehen. Diese werden wiederum, je nach Region, aus ein bis fünf unterschiedlichen Spielklassen gebildet.

### Ligen (Männer)
| Division | Nationale Kategorien                          | Kategorie         |
| -------- | --------------------------------------------- | ----------------- |
| 01       | Primera División Nacional 20 Teams            | Professionell     |
| 02       | Segunda División Nacional 22 Teams            | Professionell     |
| 03       | Primera División RFEF 40 Teams in 2 Gruppen   | Semiprofessionell |
| 04       | Segunda División RFEF 90 Teams in 5 Gruppen   | Semiprofessionell |
| 05       | Tercera División RFEF 324 Teams in 18 Gruppen | Amateur           |
|          | Regionale Divisionen                          |                   |
| 06       | Primera Categoría Regional Preferente         | Amateur           |
| 07       | Primera Categoría Regional                    | Amateur           |
| 08       | Segunda Categoría Regional                    | Amateur           |
| 09       | Tercera Categoría Regional                    | Amateur           |
| 10       | Cuarta Categoría Regional                     | Amateur           |

### Die spanische Meisterschaft

#### Herren
In der Primera División, der höchsten spanischen Spielklasse, wird der spanische Meister ermittelt. Die erste Saison fand 1929 statt, den Titel gewann der FC Barcelona. Seitdem wurde die Meisterschaft – abgesehen von einer Unterbrechung in den Jahren 1936 bis 1939 aufgrund des spanischen Bürgerkriegs – ununterbrochen ausgetragen. Nach bislang 88 ausgespielten Saisons ist Real Madrid mit 33 Titeln Rekordmeister.
Derzeit besteht die Liga aus 20 Mannschaften, die in einer Hin- und Rückrunde den Meister ausspielen. Daraus ergeben sich aktuell also 38 Spieltage. Die Platzierungen in der Tabelle ergeben sich aus den in den Partien erzielten Punkten: drei Punkte für einen Sieg, einen Punkt bei Unentschieden und null Punkte im Falle einer Niederlage. Anders als in der Fußball-Bundesliga entscheidet bei Punktegleichstand nicht sofort die Tordifferenz über die Platzierung, sondern der Ausgang der direkten Aufeinandertreffen der punktgleichen Teams. Die Meisterschaft beginnt aufgrund der heißen Sommer zumeist erst Ende August oder Anfang September und endet im Juni. Wenn eine Welt- oder Europameisterschaftsendrunde auf die Saison folgt, endet sie zumeist schon Mitte Mai. Eine Winterpause gibt es nicht, lediglich über Weihnachten und Silvester gibt es stets eine kurze Pause. In der Regel finden die Spiele am Samstag und Sonntag statt, nur selten unter der Woche.
Nach dem derzeitigen Stand in der UEFA-Fünfjahreswertung spielen der Meister, der Zweit-, der Dritt- und der Viertplatzierte in der Champions League. Die Vereine auf Platz fünf und sechs qualifizieren sich für die Europa League. Die drei Letztplatzierten steigen in die zweite Liga (Segunda División) ab.

##### Ehrungen
Siehe:
- Pichichi-Trophäe (Trophäe für den besten Torschützen der Saison, verliehen von der Sportzeitung Marca)
- Zamora-Trophäe (Trophäe für den Torhüter mit den wenigsten Gegentreffern der Saison, verliehen von der Sportzeitung Marca)
- Alfredo-Di-Stéfano-Trophäe (Trophäe für den besten Spieler der Saison, verliehen von der Sportzeitung Marca)
- Fußballer des Jahres in Spanien (Liste der besten Spieler der Saison aus El País und dem Sportmagazin Don Balón)

#### Frauen

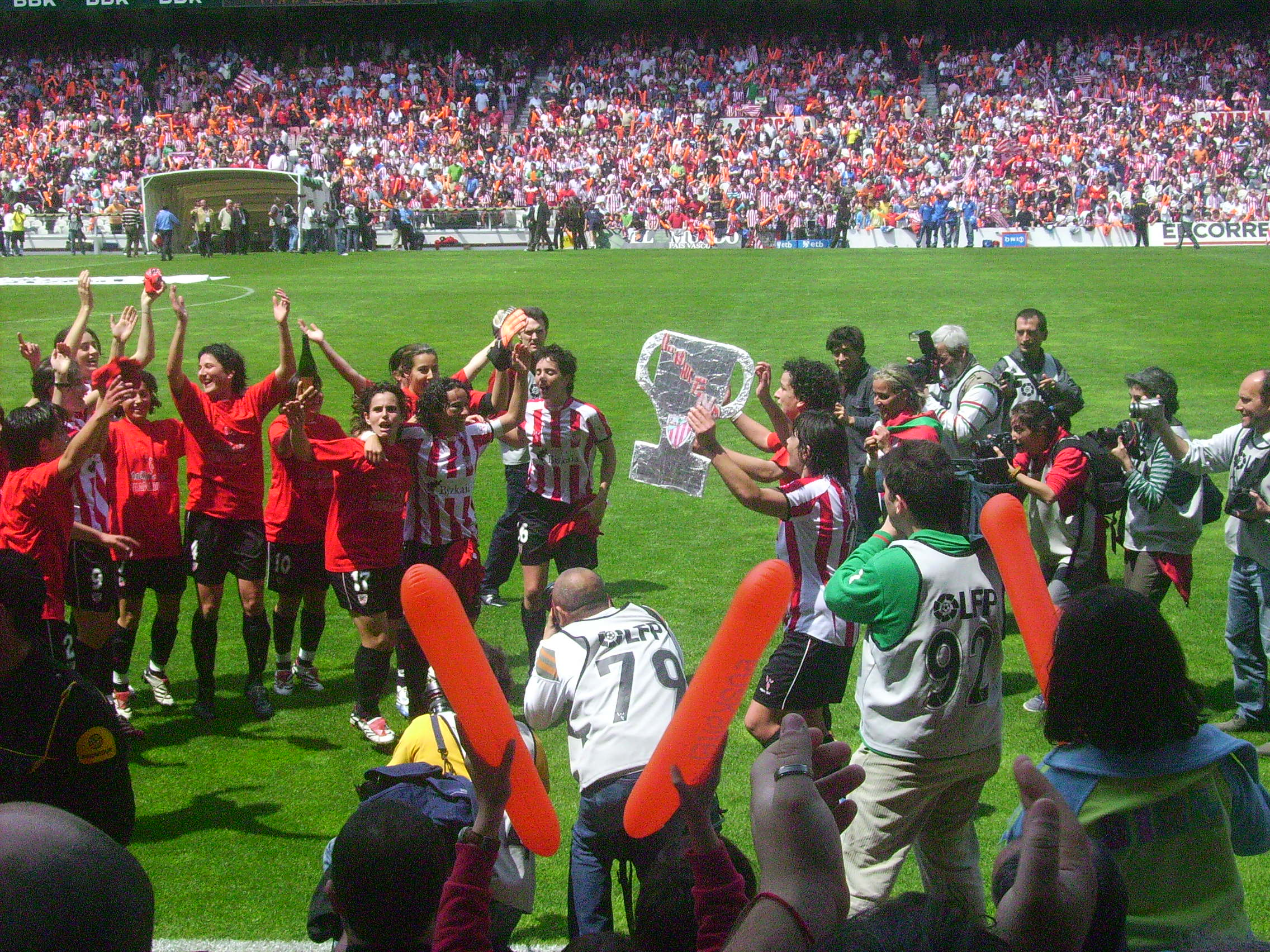
Athletic Bilbao feiert den Gewinn der Meisterschaft 2006/07

Frauenfußball spielte in Spanien, im Vergleich zu Mittel- und Nordeuropa sowie den Vereinigten Staaten, lange eine untergeordnete Rolle, entwickelte sich aber auf professioneller Ebene insbesondere ab der 2010er Jahre mit der Gründung von immer mehr Frauensektionen bei den beliebten Herrenvereinen schnell weiter. Eine Meisterschaft wird seit der Saison 1982/83 ausgespielt, jedoch erst ab 1988/89 im Ligamodus. Rekordmeister ist der FC Barcelona mit sechs Siegen (Stand: Saisonende 2020/21).
Die Meisterschaft wird in der Saison 2022/23 als Rundenturnier mit 16 Teilnehmern ausgetragen, die in einer Hin- und Rückrunde den Meister ausspielen. Daraus ergeben sich aktuell also 30 Spieltage. Die Platzierungen in der Tabelle ergeben sich aus den in den Partien erzielten Punkten: drei Punkte für einen Sieg, einen Punkt bei Unentschieden und null Punkte im Falle einer Niederlage. Bei Punktegleichstand entscheidet nicht sofort die Tordifferenz über die Platzierung, sondern der Ausgang der direkten Aufeinandertreffen der punktgleichen Teams.
In der UEFA Women’s Champions League erreichte der FC Barcelona als erste spanische Mannschaft 2018/19 das Endspiel und gewann 2020/21 den Titel. Nach der derzeitigen UEFA-Fünfjahreswertung haben Vereine aus der spanischen Liga in den letzten fünf Jahren die drittbesten Ergebnisse im europäischen Wettbewerb erzielt.

##### Ligen (Frauen)
| Division | Nationale Kategorien                       | Kategorie         |
| -------- | ------------------------------------------ | ----------------- |
| 1        | Liga F 16 Teams                            | Professionell     |
| 2        | Primera Federación 14 Teams                | Semiprofessionell |
| 3        | Segunda Federación 42 Teams in 3 Gruppen   | Amateur           |
| 4        | Tercera Federación 216 Teams in 18 Gruppen | Amateur           |
| 5–7      | Regionalligen                              | Amateur           |

#### Jugend
In Spanien werden diverse in regionale Gruppen und Altersklassen eingeteilte Nachwuchsmeisterschaften ausgespielt. Die höchste Jugendaltersklasse nennt sich Juvenil A (U-19), die niedrigste Pre-benjamín (U-8). Ein vom spanischen Verband organisierter gesamtspanischer Bewerb wird lediglich in der A-Jugend ausgespielt. In der Copa de Campeones de Liga Juvenil treffen die Meister der sieben Regionalgruppen der höchsten Spielklasse, der sogenannten División de Honor Juvenil, aufeinander und ermitteln im Turniermodus den Meister der Saison. Zudem nehmen die besten Zwei jeder Regionalgruppe sowie die zwei besten Gruppendritten an der im Pokalmodus ausgetragenen Copa del Rey de Juveniles teil.

## Pokalwettbewerbe

### Männer

#### Spanischer Pokal

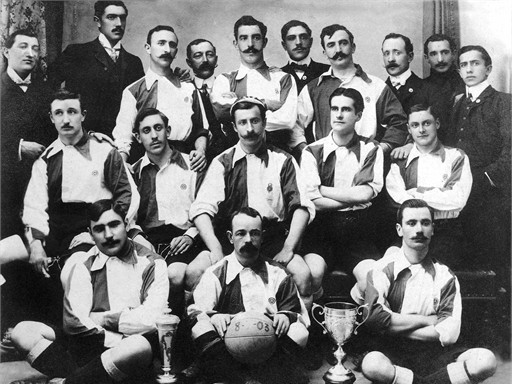
Athletic Bilbao mit dem gewonnenen Pokal 1903

Die Copa del Rey (deutsch: Königspokal) ist der älteste gesamtspanische Bewerb für Vereinsmannschaften. Er wurde 1902 als Copa de la Coronación (deutsch: Krönungspokal), zur Feier der Übernahme der Amtsgeschäfte durch König Alfons XIII., erstmals ausgetragen. Sieger war Bizcaya, eine Mannschaft bestehend aus Spielern von Athletic Bilbao und dem FC Bilbao, zwei Klubs die wenig später fusionierten. In der Folge trug der Pokalbewerb, aufgrund der wechselnden politischen Situation, unterschiedliche Namen. Zwischen 1903 und 1932 Copa de Su Majestad el Rey, von 1932 bis 1936 Copa del Presidente de la II República. Nach dem Ende des Spanischen Bürgerkriegs im Jahre 1939 und der Machtübernahme Francos trug der Pokal den Namen Trofeo de Su Excelencia El Generalísimo bzw. später Copa de S.E. El Generalísimo und seit 1976, kurz nach der Thronübernahme von Juan Carlos I., wieder Copa de S.M. el Rey oder kurz Copa del Rey. Rekordsieger ist derzeit der FC Barcelona mit 28 Titelgewinnen.
Der Modus wechselte im Laufe der Geschichte sehr häufig. In der Saison 2009/10 wurden drei Runden bestritten, in denen in nur einem Spiel der Sieger ermittelt wurde. Die Klubs der ersten División griffen erst in der Runde der letzten 32 ein, ab der in jeder Runde ein Hin- und Rückspiel ausgetragen wird. Das Finale findet traditionell in einem Spiel an einem neutralen Ort statt. Der Sieger des Pokals ist derzeit für die UEFA Europa League spielberechtigt.

#### Supercup
Einen Pokalwettbewerb zwischen dem spanischen Meister und dem Pokalsieger gab es schon 1940 unter dem Namen Copa de Campeones. Im Jahr 1945 wurde ein solcher Bewerb erneut ausgetragen, er trug den Namen Copa de Oro Argentina (deutsch: Argentinischer Goldpokal) und wurde von der argentinischen Botschaft gestiftet. Als Copa Eva Duarte, benannt nach der argentinischen First Lady Eva Perón, existierte der Supercup erneut von 1947 bis 1953, als er aufgrund des Todes der Namensgeberin wieder eingestellt wurde. Ohne Unterbrechung wird die Supercopa de España seit 1982 ausgetragen.
Der Gewinner wird gegenwärtig in einem Hin- und Rückspiel zwischen dem Meister und dem Pokalsieger bestimmt. Holt ein Klub das Double, tritt er üblicherweise gegen den Pokalfinalisten an.

#### Ligapokal
Ein Ligapokal wurde in Spanien lediglich von 1983 bis 1986 ausgetragen. Spielberechtigt waren die ersten Acht der Liga, die den Titel im Play-off-Modus, mit Hin- und Rückspiel, austrugen. Aufgrund des dichtgedrängten Kalenders wurde der Wettbewerb jedoch eingestellt.

### Frauen

#### Spanischer Pokal
Der Pokalbewerb wurde in der Saison 1982/83 erstmals unter der Schirmherrschaft der Real Federación Española de Fútbol ausgetragen und ermittelte bis zur Gründung der Liga in der Saison 1988/89 den Spanischen Meister. Seither trägt er den Namen Copa de Su Majestad la Reina (deutsch: Pokal Ihrer Majestät der Königin), oder kurz Copa de la Reina.

## Vereinserfolge bei internationalen Turnieren

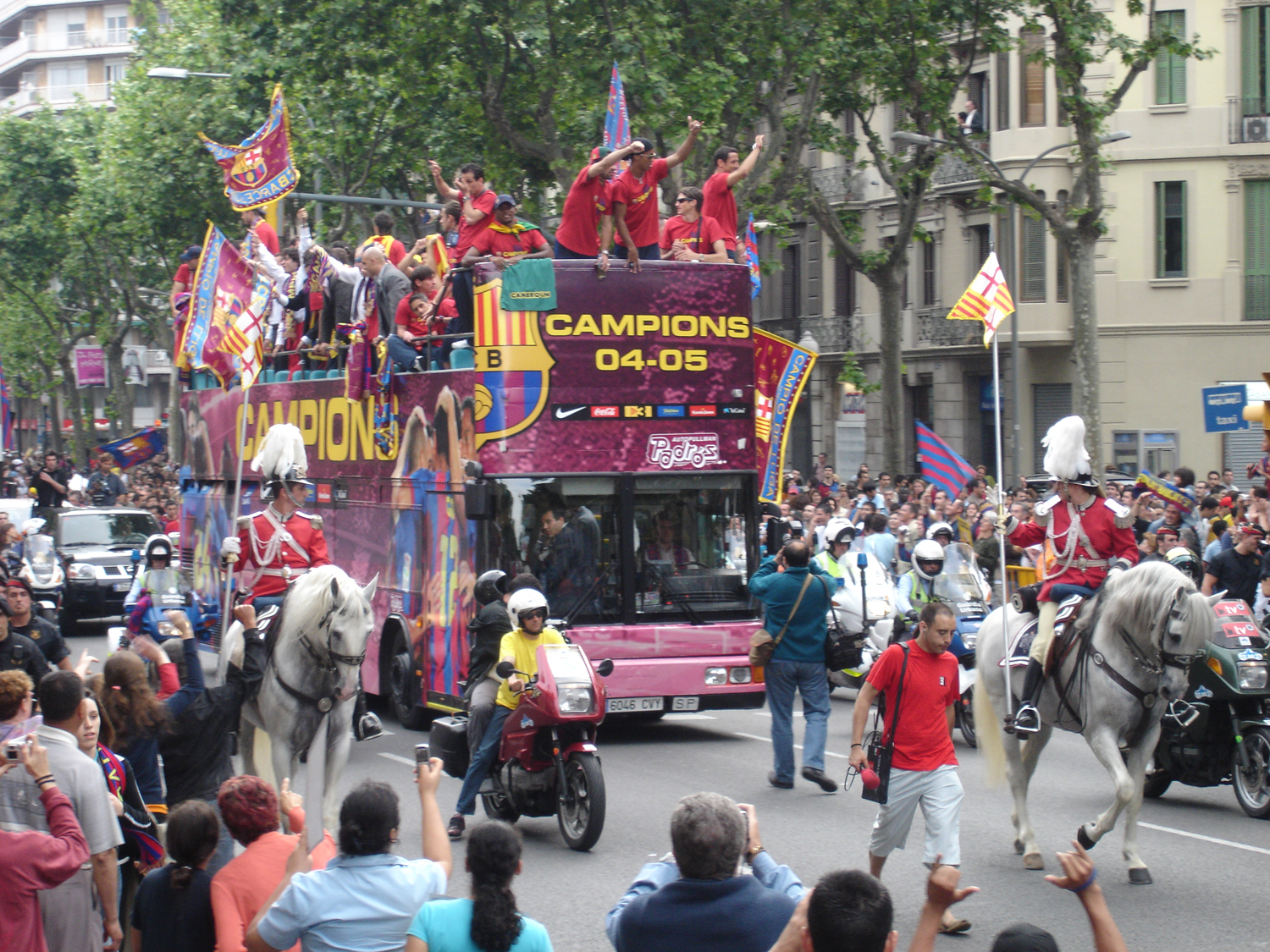
Der FC Barcelona feiert den Champions League Titel 2004/05

Bereits seit der Gründung der ersten internationalen Wettbewerbe für Vereinsmannschaften spielten spanische Vereine eine führende Rolle. Bei der Coupe Latine (1949–1957), einem Vorgängerturnier des 1955 ins Leben gerufenen Europapokals der Landesmeister, an dem die jeweiligen Landesmeister aus Italien, Frankreich, Spanien und Portugal teilnahmen, entschieden Teams der spanischen Liga vier der insgesamt acht Wettbewerbe für sich. Zweimal war der FC Barcelona erfolgreich und ebenso oft Real Madrid. Mit der Gründung des Europapokals der Landesmeister begann der Aufstieg Real Madrids zum erfolgreichsten Verein im höchsten kontinentalen Wettbewerb. Die ersten fünf Turniere wurden in Folge vom „Weißen Ballett“ gewonnen und 1965/66 gelang ein weiterer Titel. Zeitgleich feierten spanische Klubs auch im Messestädte-Pokal Erfolge, dreimal gewann der FC Barcelona, zweimal der FC Valencia und einmal Real Saragossa den Wettbewerb. Bis zur Gegenwart eroberten die Vereine der Primera División 69 der bedeutendsten europäischen und interkontinentalen Trophäen erobern. Die beiden größten Sportvereine des Landes, Real Madrid und der FC Barcelona, zählen mit 26 bzw. 20 Titelgewinnen zu den erfolgreichsten Vereinen der Welt.
| Klub            | UCL | EPP | UEL | MP | USC | WP | FKW | Gesamt |
| --------------- | --- | --- | --- | -- | --- | -- | --- | ------ |
| Real Madrid     | 13  | 0   | 2   | 0  | 4   | 3  | 4   | 26     |
| FC Barcelona    | 5   | 4   | 0   | 3  | 5   | 0  | 3   | 20     |
| Atlético Madrid | 0   | 1   | 3   | 0  | 3   | 1  | 0   | 8      |
| FC Sevilla      | 0   | 0   | 6   | 0  | 1   | 0  | 0   | 7      |
| FC Valencia     | 0   | 1   | 1   | 2  | 2   | 0  | 0   | 6      |
| Real Saragossa  | 0   | 1   | 0   | 1  | 0   | 0  | 0   | 2      |
| Gesamt          | 18  | 7   | 12  | 6  | 15  | 4  | 7   | 69     |

Legende:
| UCL: | UEFA Champions League und Europapokal der Landesmeister |
| EPP: | Europapokal der Pokalsieger                             |
| UEL: | UEFA Europa League und UEFA-Pokal                       |
| MP:  | Messestädte-Pokal                                       |
| USC: | UEFA Super Cup                                          |
| WP:  | Weltpokal                                               |
| FKW: | FIFA-Klub-Weltmeisterschaft                             |

## Nationalmannschaft

### Männer

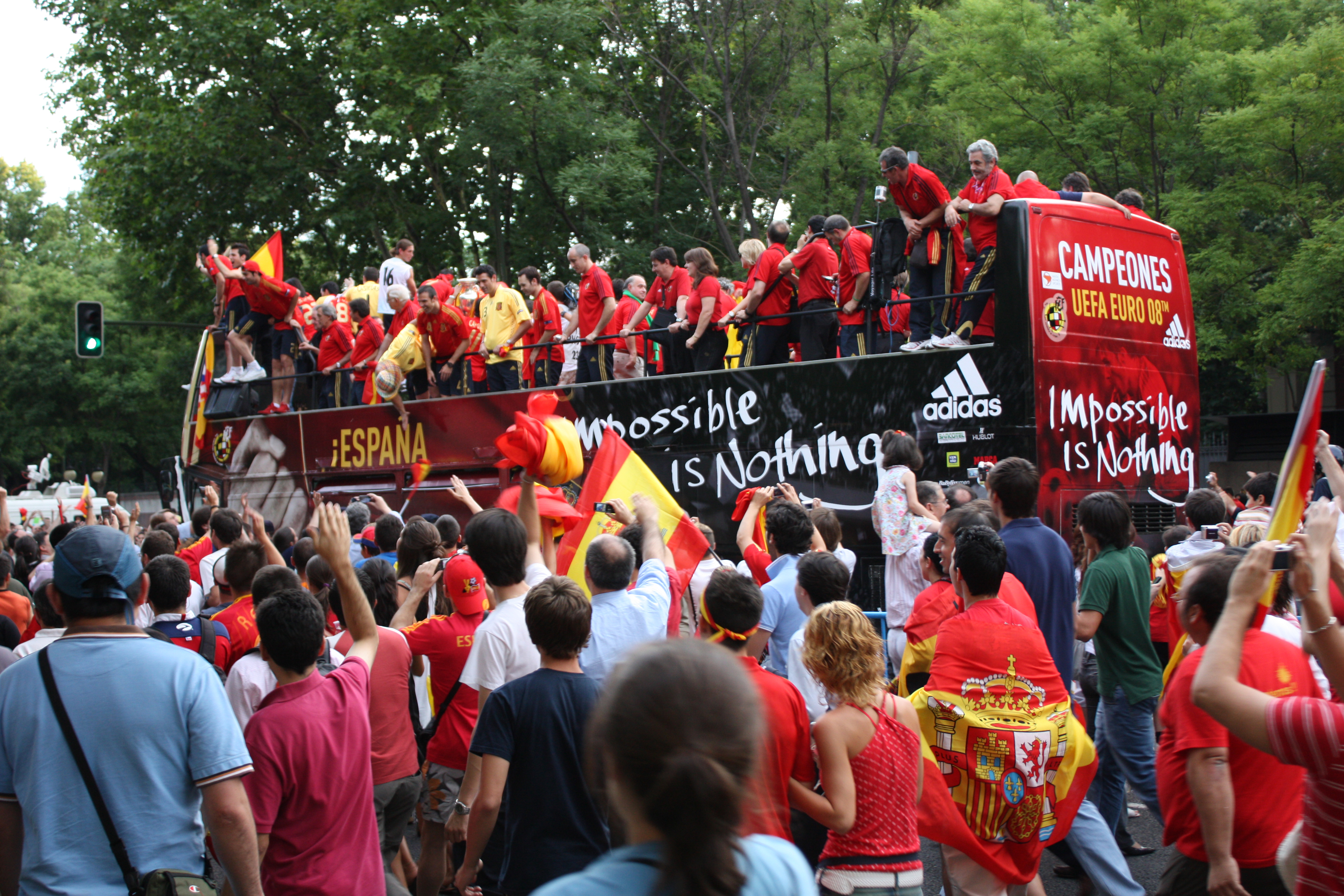
Parade zum Gewinn der Europameisterschaft 2008

Die spanische Nationalmannschaft der Herren repräsentiert Spanien bei Länderspielen und internationalen Turnieren. Das erste offizielle Match bestritt man im Rahmen der Olympischen Spiele 1920, wo man am 28. August 1920 in Brüssel im Achtelfinale gegen Dänemark mit 1:0 gewann.
Dem Team Spaniens wurde im Laufe der Geschichte oft nachgesagt, keine Turniermannschaft zu sein, da man, obwohl man fast immer als einer der Mitfavoriten in große Turniere wie Welt- und Europameisterschafts-Endrunden ging, häufig früh ausschied und enttäuschte. Dies galt insbesondere für Weltmeisterschaften, wo man bis auf einen vierten Platz 1950 lange nicht über ein Viertelfinale hinauskam. Erst bei der Fußball-Weltmeisterschaft 2010 wurde der Bann gebrochen und der Titel gewonnen. Bei Europameisterschaften hält Spanien mit vier Titelgewinnen 1964, 2008, 2012 und 2024 die beste Bilanz aller Nationalmannschaften. Mit insgesamt 16 Teilnahmen an Welt- und zwölf an Europameisterschaftsendrunden zählen die Herren zu den erfolgreichsten Nationalteams Europas.

#### Weltmeisterschaften
Die erste Teilnahme Spaniens an einer Fußball-Weltmeisterschaft erfolgte 1934 in Italien, wo man im Viertelfinale in einem äußerst dramatischen Spiel gegen die Gastgeber ausschied. Bei bislang insgesamt 16  Teilnahmen an Endrunden wurden die Spanier 2010 erstmals Fußballweltmeister; zuvor erfüllte das Team die Erwartungen zumeist nicht.
In den Juniorenkategorien wurde unter anderem 1999 der U-20-Titel gewonnen.
| Platzierungen bei FIFA Weltmeisterschaften |             |                |           |        |
| Mannschaft                                 | Weltmeister | Finalist       | 3. Platz  | Gesamt |
| Senioren                                   | 2010        | –              | –         | 1      |
|                                            |             |                |           |        |
| U20                                        | 1999        | 1985 2003      | –         | 3      |
| U17                                        | –           | 1991 2003 2007 | 1997 2009 | 5      |
| Gesamt                                     | 2           | 5              | 2         | 9      |

#### Europameisterschaften
Nachdem Spanien sich im Zuge der Qualifikation für die erste Europameisterschaft 1960, für die man als einer der großen Titelanwärter galt, in der Runde der letzten Acht, auf Geheiß der damaligen faschistischen Regierung unter General Franco, weigerte in der Sowjetunion zu spielen, wurden die Begegnungen von der UEFA mit jeweils 3:0 für die Mannschaft der UdSSR gewertet. Die erste Teilnahme an einer Endrunde erfolgte 1964 im eigenen Land. Nach Siegen gegen Ungarn im Halbfinale und die Sowjetunion im Finale, gewannen die Spanier ihren ersten großen Titel für Nationalmannschaften. Zwanzig Jahre später, bei der EM 1984, gelang der nächste Erfolg, als man das Finale erreichte, dort jedoch dem Gastgeber Frankreich mit 0:2 unterlag. Im Jahre 2008 folgte der zweite Europameistertitel. Spanien spielte ein überzeugendes Turnier und schlug Deutschland im Finale mit 1:0. 2012 verteidigten die Iberer als erste Mannschaft in der Geschichte den Titel durch ein 4:0 im Endspiel gegen Italien erfolgreich. 2024 gewannen die Iberer überzeugend als erste Mannschaft in der Geschichte alle 7 Spiele der Europameisterschaft. Sie schlugen im Finale England mit 2:1.
| Platzierungen bei UEFA Europameisterschaften |                                                |                              |                              |        |
| Mannschaft                                   | Europameister                                  | Finalist                     | 3. Platz*                    | Gesamt |
| Senioren                                     | 1964, 2008, 2012, 2024                         | 1984                         | –                            | 5      |
|                                              |                                                |                              |                              |        |
| U21                                          | 1986, 1998 2011, 2013                          | 1984, 1996                   | 1994, 2000                   | 9      |
| U18/U19                                      | 1995, 2002, 2004, 2006, 2007, 2011, 2012, 2015 | 1996, 2010                   | 1990, 1993, 1994, 1997, 2001 | 15     |
| U16/U17                                      | 1986, 1988, 1991, 1997, 1999, 2001, 2007, 2008 | 1992, 1995, 2003, 2004, 2010 | 1985, 1998, 2006             | 16     |
| Gesamt                                       | 24                                             | 10                           | 10                           | 45     |

* Wurde nur in manchen Turnieren ausgespielt

#### Konföderationen-Pokal
Am Konföderationen-Pokal nahm die spanische Nationalmannschaft bisher einmal teil. Als Sieger der Europameisterschaft 2008 qualifizierte man sich für das Turnier 2009 in Südafrika, wo man im Halbfinale an den Vereinigten Staaten scheiterte, was zugleich eine Serie von 35 Begegnungen ohne Niederlage und 15 Siegen in Folge beendete. Im Spiel um Platz drei besiegten die Spanier Südafrika mit 3:2.
| Platzierungen beim FIFA Konföderationen-Pokal |          |          |        |
| Sieger                                        | Finalist | 3. Platz | Gesamt |
| –                                             | –        | 2009     | 1      |

#### Olympische Spiele
Die Olympischen Spiele 1920 waren der erste offizielle Auftritt der spanischen Nationalmannschaft, die überraschend die Silbermedaille eroberte. Ab 1952 nahmen nicht mehr die A-Nationalteams teil, sondern Amateurmannschaften, seit 1992 erweiterte U-23-Auswahlen. Spanien nahm insgesamt an zehn olympischen Fußballturnieren teil und eroberte neben Silber 1920 auch Gold 1992 sowie eine weitere Silbermedaille 2000. Bei den Olympischen Sommerspielen 2024 in Paris gewannen sie wiederum Gold.
| Platzierungen bei Olympischen Spielen |            |        |        |
| Gold                                  | Silber     | Bronze | Gesamt |
| 1992, 2024                            | 1920, 2000 | –      | 4      |

### Frauen
Im Gegensatz zu den Herren, gelang es der spanischen Nationalmannschaft der Frauen deutlich später Anschluss an die führenden Nationen zu finden. Die Qualifikation für Olympische Spiele gelang erstmals 2024, die erste Endrundenteilnahme an einer Weltmeisterschaft fand 2015 statt und endete mit dem Ausscheiden in der Vorrunde. Der größte Erfolg der Spanierinnen war der Gewinn der Weltmeisterschaft 2023. Weitere Titelgewinne gelangen bisher der U-19-Auswahl, die 2004 im Finale um die Europameisterschaft Deutschland mit 2:1 bezwang, sowie der U-17-Mannschaft, die sich 2010 im Endspiel des kontinentalen Bewerbes gegen Irland durchsetzte und den Titel durch ein 1:0 gegen Frankreich 2011 verteidigte. Bei der U-17-EM 2015 folgte der dritte Titel in dieser Altersklasse.
| Platzierungen bei FIFA Weltmeisterschaften |             |          |          |        |
| Mannschaft                                 | Weltmeister | Finalist | 3. Platz | Gesamt |
| Senioren                                   | 1           | –        | –        | 1      |
|                                            |             |          |          |        |
| U18/U19                                    | –           | –        | –        | 0      |
| U17                                        | –           | 2014     | 2010     | 2      |
| Gesamt                                     | 1           | 1        | 1        | 3      |

| Platzierungen bei UEFA Europameisterschaften |                  |            |              |        |  |          |   |   |      |   |
| Mannschaft                                   | Europameister    | Finalist   | Halbfinalist | Gesamt |  | Senioren | - | – | 1997 | 1 |
|                                              |                  |            |              |        |  |          |   |   |      |   |
| U18/U19                                      | 2004             | 2000, 2012 | 2001         | 4      |  |          |   |   |      |   |
| U17                                          | 2010, 2011, 2015 | 2009, 2014 | 2013         | 6      |  |          |   |   |      |   |
| Gesamt                                       | 4                | 4          | 3            | 11     |  |          |   |   |      |   |

## Fußballvarianten

### Futsal
Während der Hallenfußball, wie er im deutschsprachigen Raum betrieben wird, weniger populär ist, genießt der von FIFA und UEFA anerkannte Hallensport Futsal einen vergleichsweise hohen Stellenwert. Auf Vereinsebene verfügt Spanien über eine separate Profiliga, die División de Honor de Fútbol Sala. Spanische Klubs feierten in den bedeutendsten internationalen Turnieren, dem UEFA-Futsal-Pokal und dem Futsal-Weltpokal, zahlreiche Erfolge.
Die spanische Futsalnationalmannschaft untersteht dem nationalen Fußballverband Real Federación Española de Fútbol und ist mit bislang fünf Europameistertitel das erfolgreichste Nationalteam des Kontinents. Bei Futsal-Weltmeisterschaften wurde 2000 und 2004 der Titel gewonnen.

### Hallenfußball
Hallenfußball wird in Spanien, im Gegensatz zum Futsal, eher als Showsport betrieben und unterliegt nicht dem spanischen Fußballverband. Während der kurzen Ligapause, im Wesentlichen während der Weihnachtsfeiertage, wurden in der Vergangenheit mehrmals Benefizturniere zwischen Vereinen der Primera División veranstaltet, jedoch aufgrund des dichtgedrängten Terminkalenders wieder eingestellt. In den Jahren 2002 sowie 2004–2007 wurde unter dem Namen Torneo de Reyes (dt.: Dreikönigsturnier) ein Wettbewerb zwischen ehemaligen Spielern von Real Madrid, Atlético Madrid, Betis Sevilla und FC Barcelona organisiert. Aufgrund des großen Zuschauerinteresses entstand ab 2008 eine eigene Liga mit dem Namen Liga de Fútbol Indoor oder dem Sponsorennamen Liga Placo, die vom Verband Asociación de Fútbol Indoor geleitet wird. An ihr nehmen zahlreiche berühmte ehemalige Fußballspieler teil. Rekordmeister ist Deportivo La Coruña mit 2 Meistertiteln (Stand: 2010). Darüber hinaus werden auch ein Pokalbewerb und ein Superpokal ausgespielt.

### Beachsoccer
Aufgrund der zahlreichen Strände und des in Küstennähe milden Klimas, sind Strandsportarten in Spanien beliebt, so auch Beachsoccer. Bei Beachsoccer-Weltmeisterschaften wurden von der Nationalmannschaft bisher zwei Silber- und eine Bronzemedaille gewonnen, beim Euro-Beachsoccer-Cup, der Europameisterschaft, holte man dreimal den Titel, viermal erreichte Spanien den zweiten- und einmal den dritten Platz. In der Euro-Beachsoccer-League, die zugleich als Qualifikationsturnier für Weltmeisterschaften dient, gelangen fünf Siege und ein zweiter Platz.
| Platzierungen bei Beachsoccer-Weltmeisterschaften |                        |          |
| Weltmeister                                       | Finalist               | 3. Platz |
| –                                                 | 2003 2004              | 2000     |
| Platzierungen beim Euro-Beachsoccer-Cup           |                        |          |
| Europameister                                     | Finalist               | 3. Platz |
| 1999, 2008, 2009                                  | 1998, 2001, 2002, 2004 | 2003     |
| Platzierungen in der Euro-Beachsoccer-League      |                        |          |
| Sieger                                            | Finalist               | 3. Platz |
| 1999, 2000, 2001, 2003, 2006                      | 2002                   | –        |

### Fútbol siete
Fútbol siete (deutsch: siebener Fußball) wird auf einem halben Fußballfeld gespielt, es gibt sieben Feldspieler pro Mannschaft. Die Variante ist in Spanien vor allem als Breitensport und im Jugendbereich verbreitet.